# Hieronim Trojan
Hieronim Trojan-Rachański herbu Junosza – poseł z powiatu chełmskiego na sejm lubelski 1569 roku.
Podpisał akt unii lubelskiej.